# Björkö, Ekerö kommun

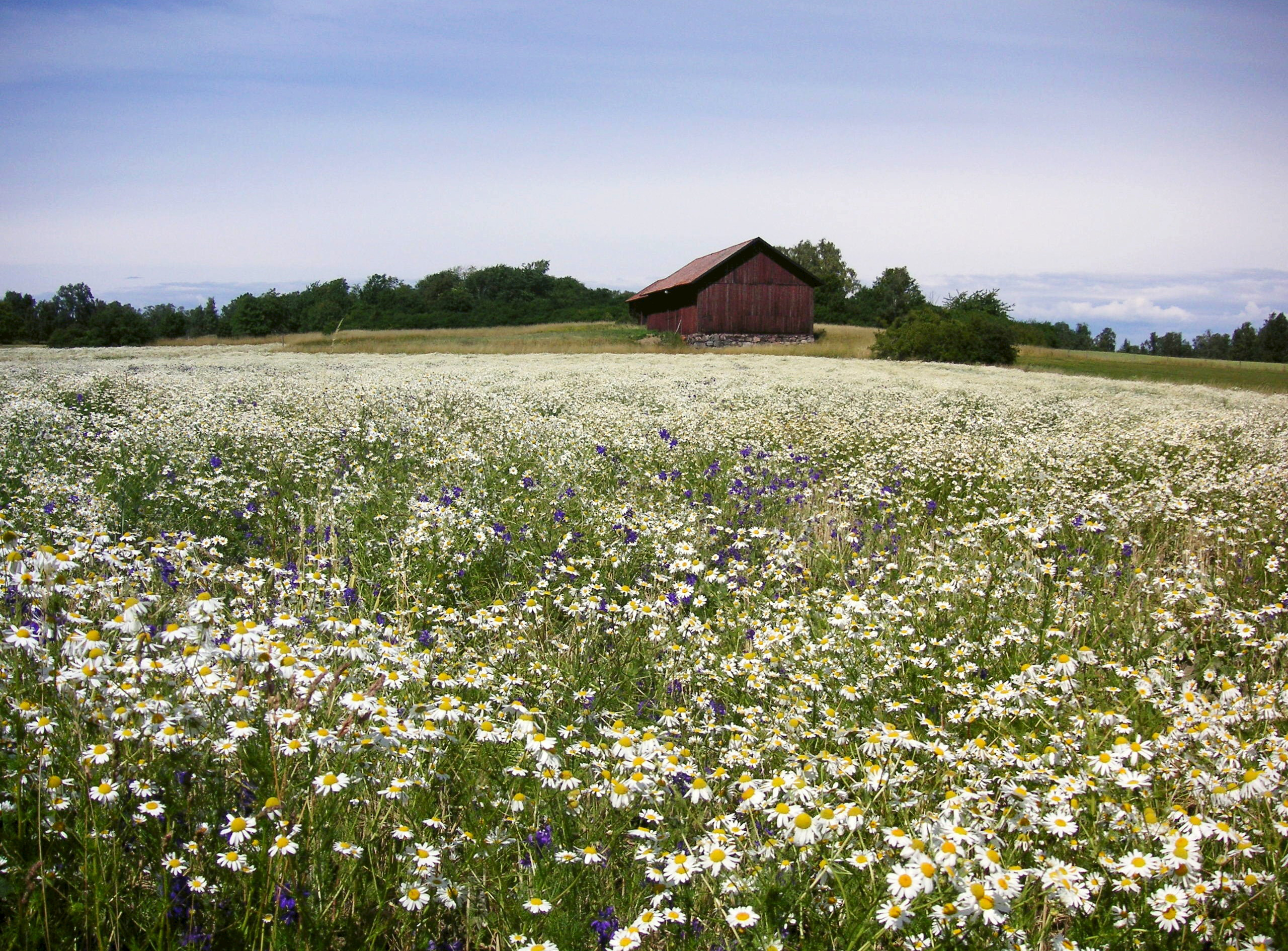
Kulturlandskapet på Björkö 2008.

Björkö är en ö i Södra Björkfjärden i Mälaren i Adelsö socken i den västra delen av Ekerö kommun i Uppland, Stockholms län. På ön finns resterna efter den vikingatida handelsstaden Birka - en av Sveriges viktigaste fornlämningar.

## Historia

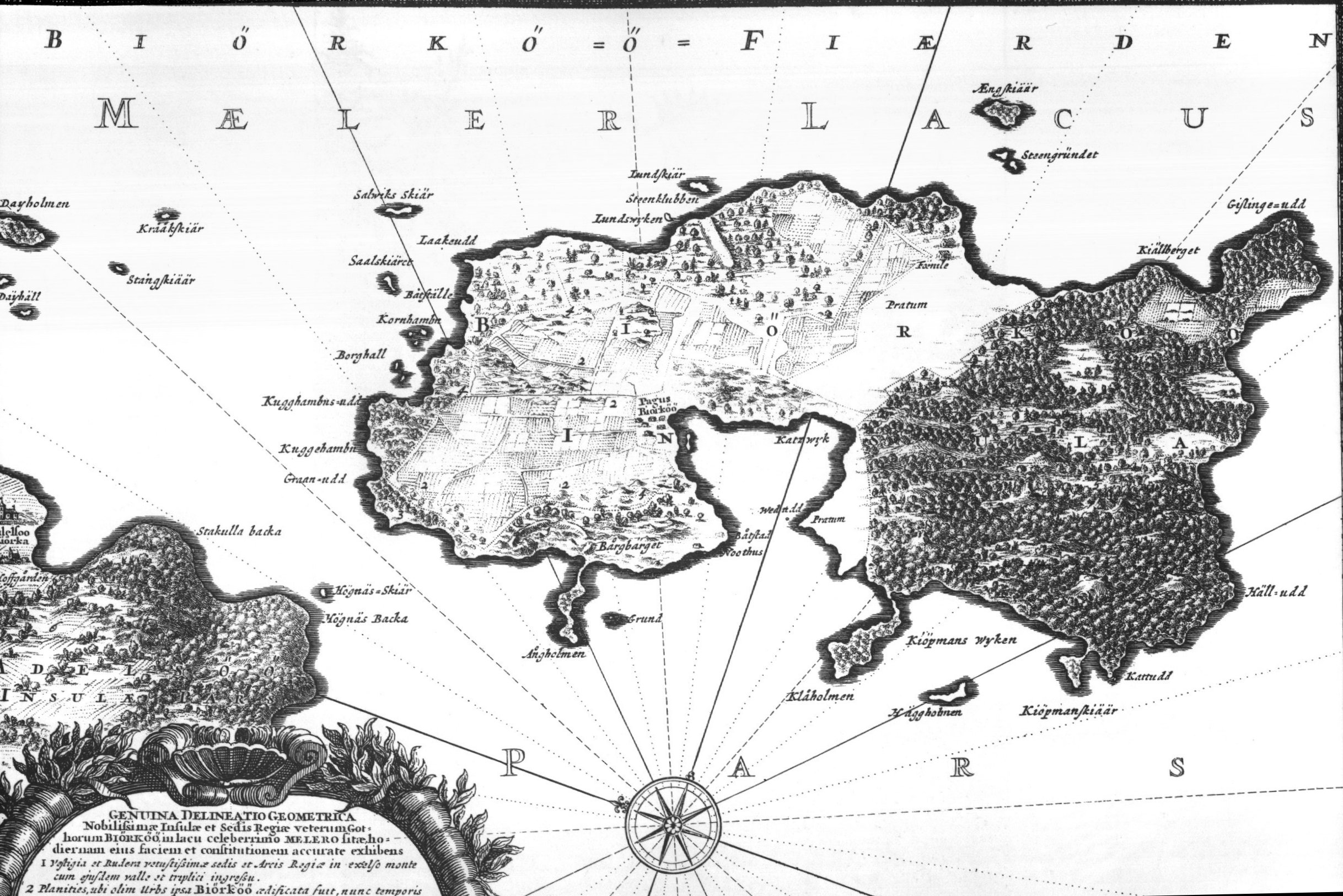
Björkö i Suecia antiqua et hodierna, kopparstick av Willem Swidde från 1690-talet.

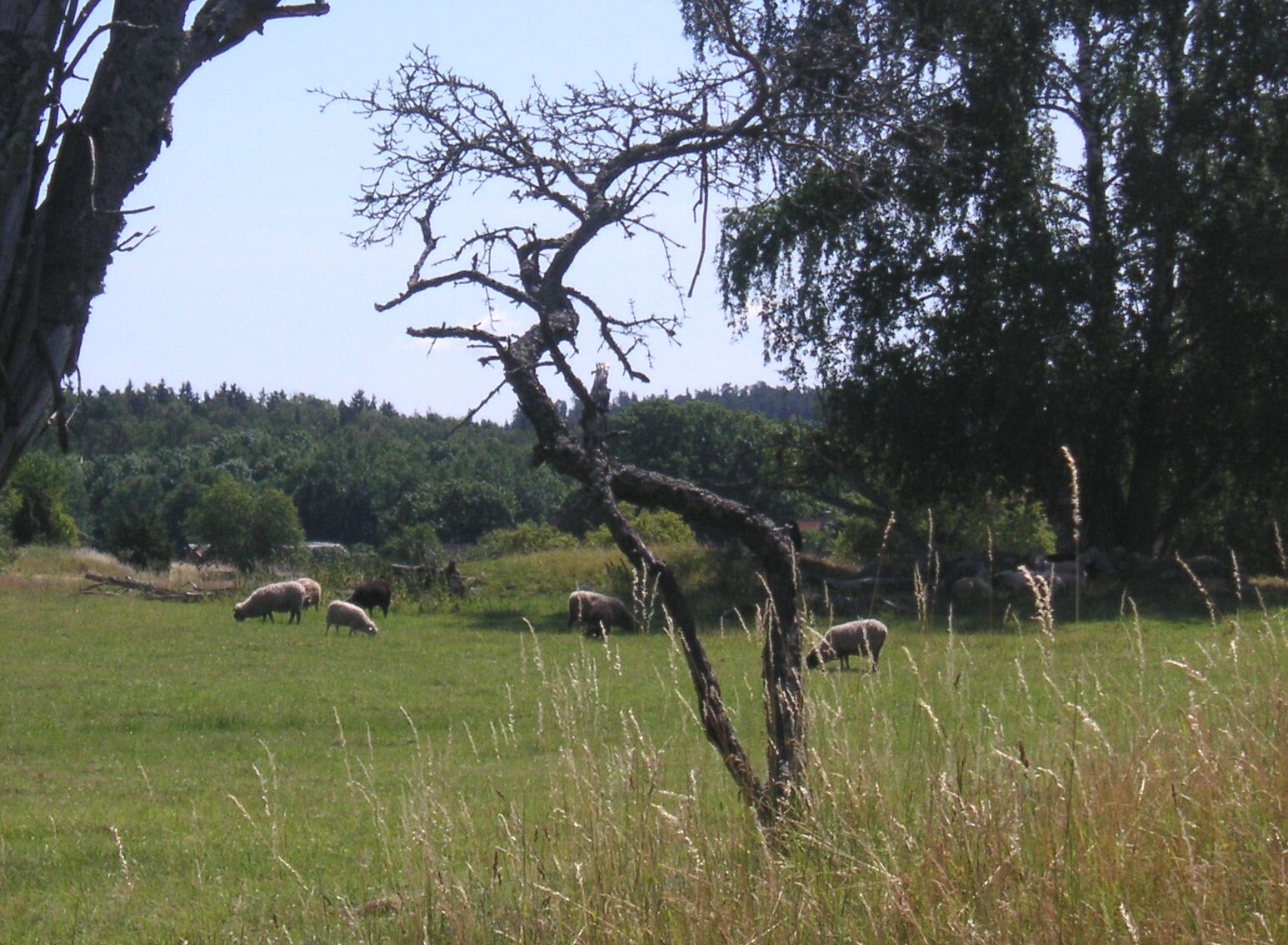
Kulturlandskapet på Björkö.

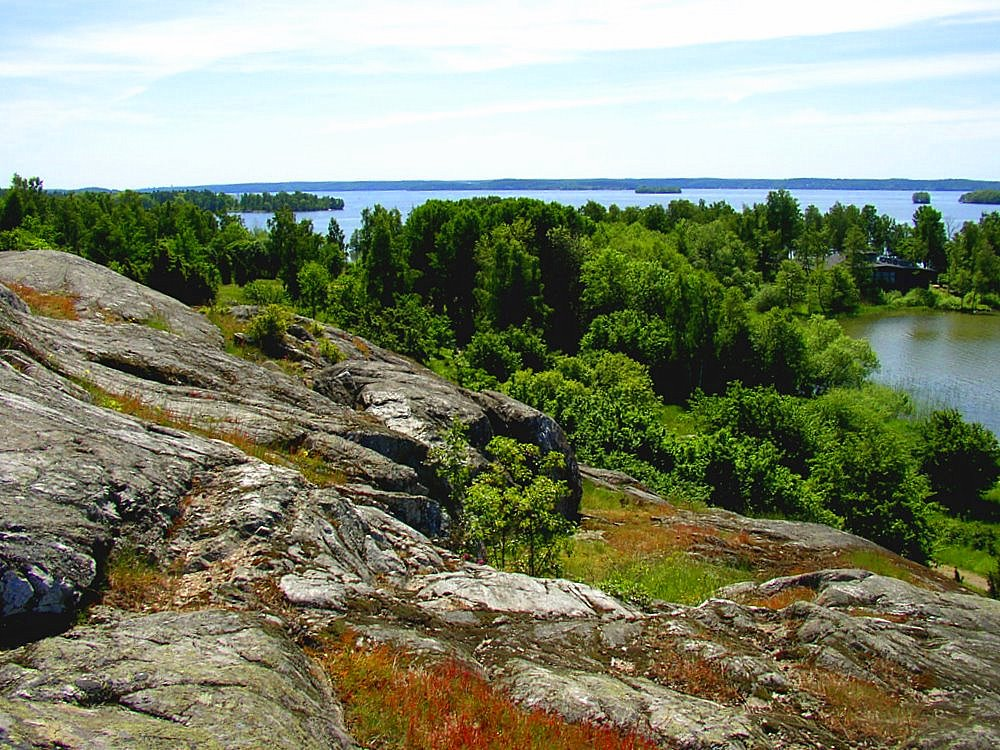
Klipplandskapet på Björkö.

Björkö har idag en yta på omkring 4 × 1,5 kilometer. Under vikingatiden, när Mälaren var en vik av Östersjön, var ön betydligt mindre. Genom landhöjningen, som inte längre påverkar Björkö i förhållande till Mälaren, har strandlinjen höjts med runt fem meter och den sydliga delen av Björkö är ej längre en egen ö. Denna del består huvudsakligen av morän och berg. På den högsta punkten, Ingaberget, finns gravhögar från bronsåldern.
På Björkös norra del finns en stor mängd forntida minnesmärken från vikingatiden, särskilt gravhögar, i vilka många fynd blivit gjorda, och på ett högt berg finnas lämningar efter en fornborg. Mitt i borgen restes år 1834 ett stort stenkors, Ansgarskorset som syns långt över ön och vattnet. På området kallat "Svarta jorden" fanns mellan omkring åren 750 och 970 den betydande handelsstaden Birka. Birka är (tillsammans med Hovgården på Adelsö) sedan 1993 upptagen på Unescos världsarvslista över världsarv och är ett av Riksantikvarieämbetets högst uppsatta och fyndrika arkeologiska utgrävningsområden.
Mot den sydöstra sidan ligger Ansgarskapellet som byggdes år 1930 efter arkitekten Lars Israel Wahlmans ritningar till minnet av biskop Ansgars resor till Birka. Kapellet är uppfört av röd sandsten och invändigt smyckat med bland annat skulpturer av Carl Eldh. Intill finns öns lilla by Björkö by, numera bara två gårdar, som kan vara lika gammal som handelsstaden Birka.
Den omtalas första gången i skriftliga handlingar 1324 ('in Bierkø') då Olof Brun bytte bort 5 öresland jord i byn till ärkebiskop Olof. Under 1500-talet omfattade byn 1 mantal skatte (från 1540-talet delat i två gårdar), en skatteutjord tillhörig byn Steneby, ett mantal krono, en kronoutjord, och ett mantal Sankt Eriks-hemman (tidigare tillhörigt Uppsala domkyrka), ett mantal frälse.

## Naturreservat
På södersluttningen av Ingaberget i södra delen av ön ligger ett litet naturreservat, benämnt Björkö naturreservat, som omfattar 1,6 hektar. Det bildades redan 1944 och är därmed kommunens äldsta naturreservat. 